# Friedenskirche (Bommelsen)

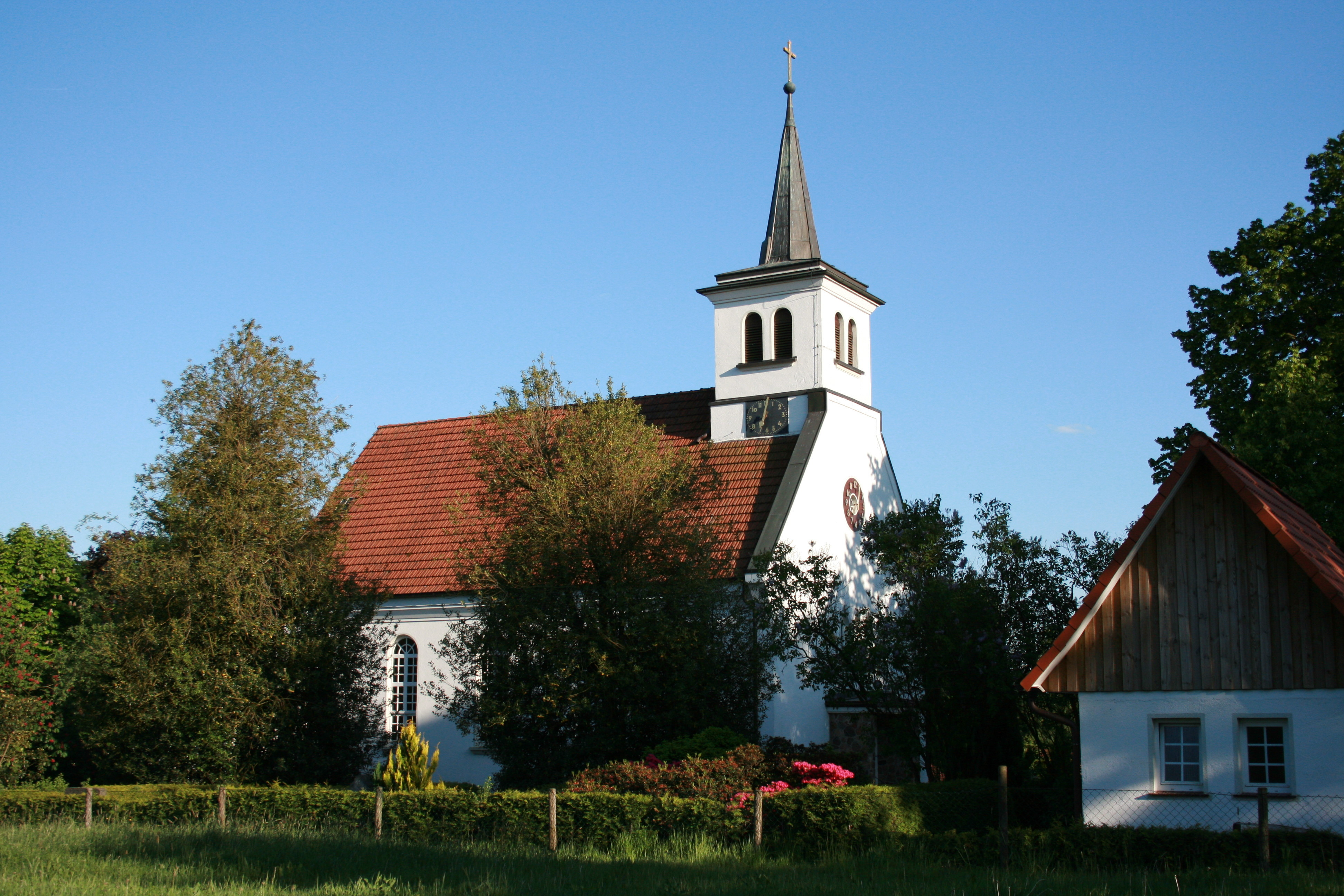
Friedenskirche

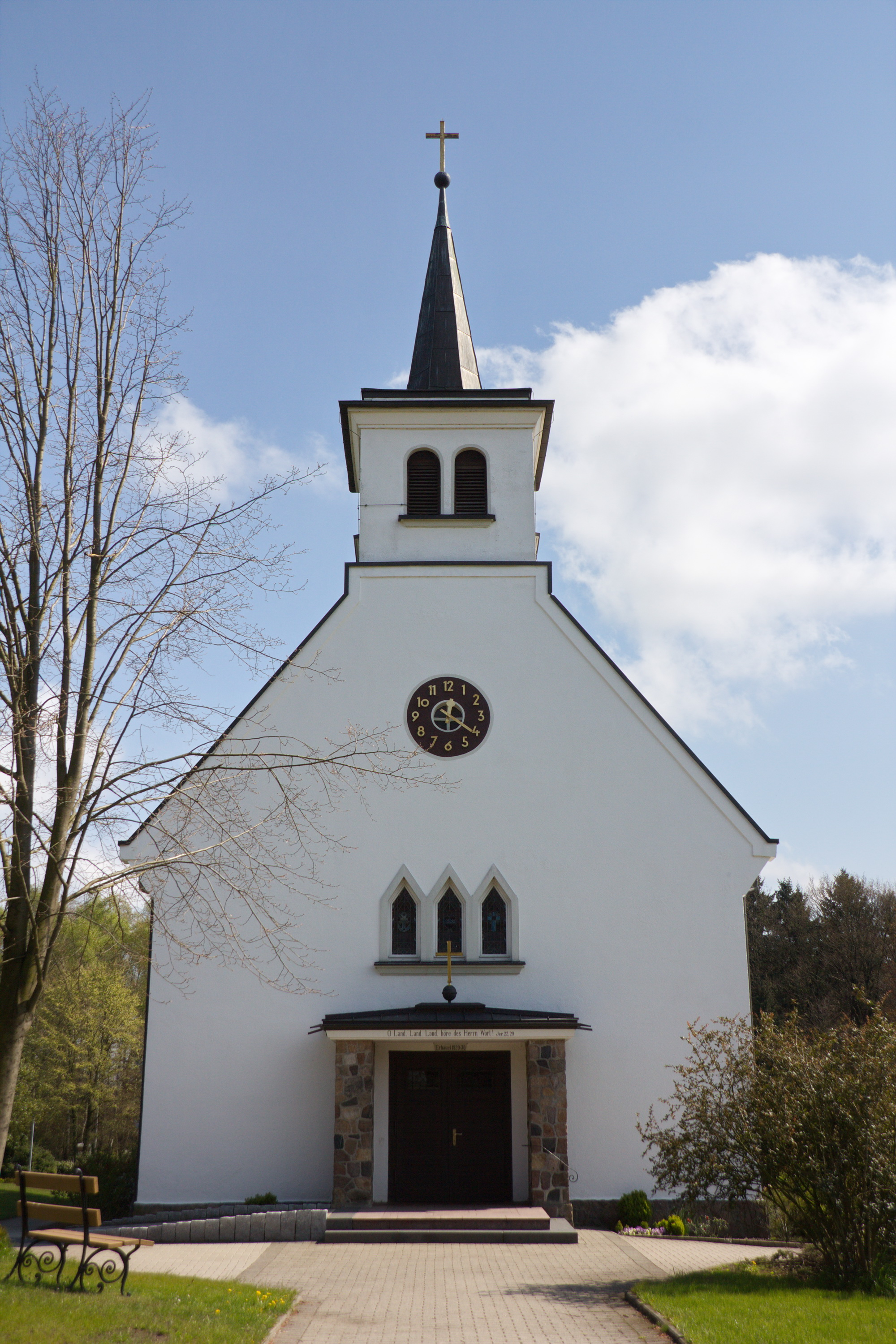
Der Westgiebel mit Eingangsportal

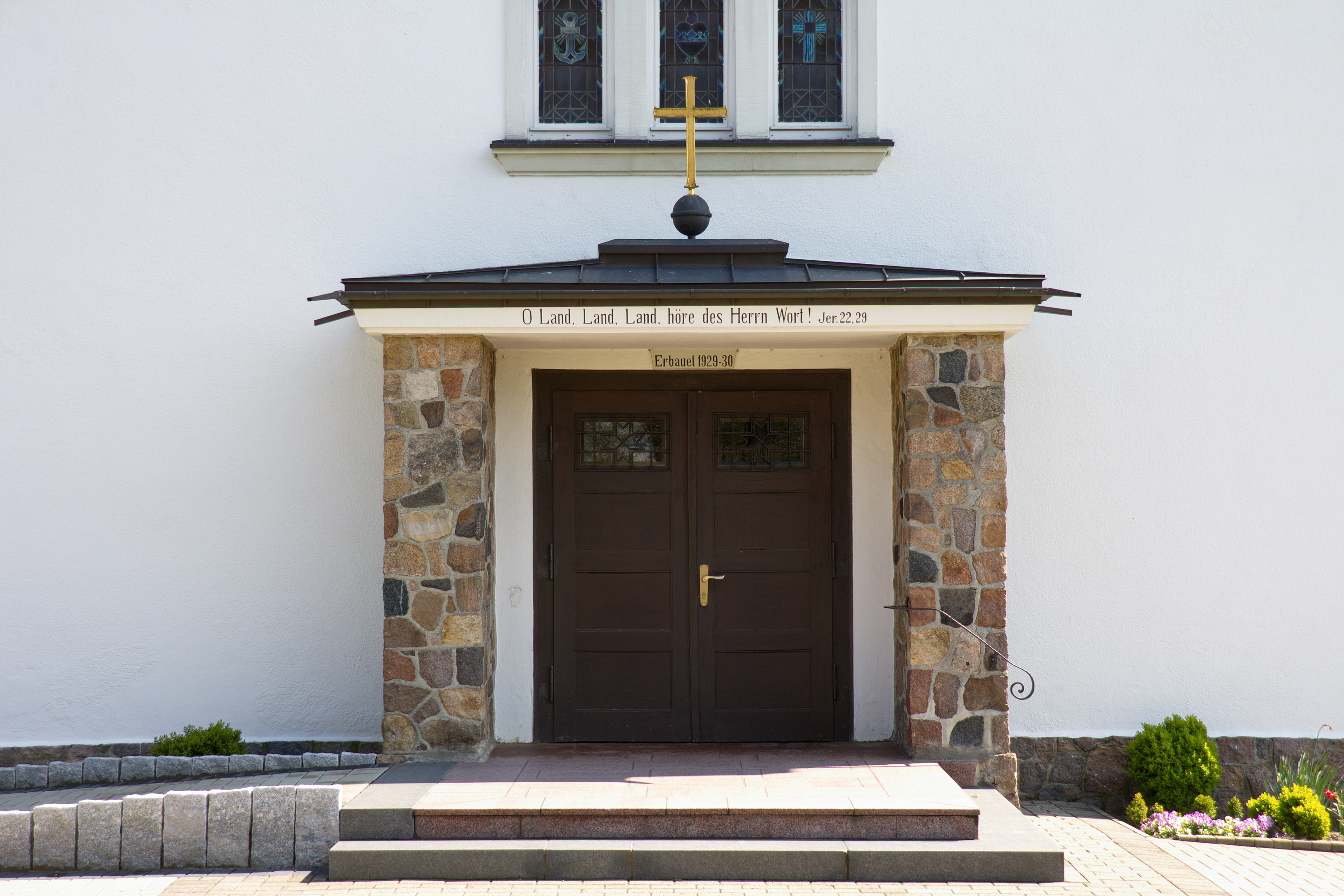
Das Eingangsportal mit Bibelwort und Baujahr

Die Friedenskirche ist eine Saalkirche in Bommelsen, einem Stadtteil von Walsrode im Landkreis Heidekreis in Niedersachsen. Sie wurde von 1929 bis 1930 erbaut und steht unter Denkmalschutz.

## Geschichte
Bis zur Errichtung der Kirche war Bommelsen ein Kirchspielort von Fallingbostel. Der Weg zur Pfarrkirche betrug mehrere Kilometer und war den Bommelsern zu weit, ebenso der Weg zum Friedhof, der im Osten der Stadt neu angelegt worden war. Anfang der 1920er Jahre reifte der Gedanke zur Anlage eines eigenen Friedhofs in Bommelsen mit einer Friedhofskapelle sowie zum Bau einer Kirche mit Friedhof, anfangs noch gegen den Willen des Landeskirchenamts in Hannover. Die Idee wurde unter Mithilfe der Gemeindeglieder durch Materialbeschaffung, Eigenleistungen und Spenden die Idee in die Tat umgesetzt. Am 29. Oktober 1929 fand die Grundsteinlegung statt, und am Himmelfahrtstag (29. Mai) des Jahres 1930 nahm Landesbischof August Marahrens die feierliche Einweihung der Kirche vor. Es war der erste Kirchenneubau in der Region seit dem Ersten Weltkrieg. Aber auch der Friedhof wurde angelegt.

## Beschreibung
Die Kirche ist ein fünfachsiger, einschiffiger Saalbau, dessen Entwurf der Hildesheimer Architekt W. D. A. Leuscher anfertigte. Der aus Ziegelmauerwerk bestehende Bau mit eingezogener polygonal gewölbter Apsis trägt ein Satteldach. Das Kirchenschiff hat rundbogige Fenster. Über dem Haupteingang im Westen sind Inschriften angebracht: O Land, Land, Land, höre des Herrn Wort (Jer. 22,29) und Erbauet 1929–1930.
Das Kircheninnere ist mit einem Tonnengewölbe aus Holz überdeckt. Ein Rundbogen trennt die Apsis vom Schiff. Über dem Eingang befindet sich eine Empore mit der Orgel. 1955/1956, 1972/1973 und 1990–1992 wurde die Kirche renoviert.
In der Apsis mit Altar befinden sich drei figürliche Buntfenster, die um 1930 in der Werkstatt von Ferdinand Müller in Quedlinburg entstanden sein sollen: „Geburt Jesu“, „Auferstehung Jesu Christi“ und „Christi Himmelfahrt“. Drei Buntglasfenster über dem Eingang tragen die Symbole für „Glaube“ (Kreuz), „Liebe“ (Herz) und „Hoffnung“ (Anker). Alle Fenster sind mit jeweiligen Stifternamen versehen.
Turm
Über dem Westgiebel der Kirche ist ein dachreiterartiger quadratischer Turmaufsatz aus Ziegelmauerwerk mit rundbogigen Schallöffnungen angebracht. Er trägt einen achtseitigen, verschieferten Spitzhelm mit einem vergoldeten Kreuz. Am Ende des Zweiten Weltkriegs wurde der Turm  im April 1945 durch Artilleriebeschuss beschädigt, aber danach wieder instand gesetzt.
Orgel
Zehn Jahre lang begnügte sich die Gemeinde mit einem Harmonium bzw. einer gestifteten Hausorgel. Im Jahre 1940 erfolgte der Einbau einer großen Orgel mit zehn Registern, zwei Manualen sowie Pedal. Sie stammt aus der Werkstatt der  Orgelbaufirma Emil Hammer in Hannover. 1977/1978 wurde sie von der Orgelwerkstatt Alfred Führer in Wilhelmshaven instand gesetzt, 2001 noch einmal durch Stefan Linke in Rotenburg (Wümme).
Glocken
Das Geläut besteht aus drei in Bronze gegossenen Glocken. Gegossen wurde die älteste 1930 bei Franz Schilling in Apolda, die beiden anderen entstanden 1958 bei Petit & Gebr. Edelbrock in Gescher. Außerdem gibt es eine Schlagglocke aus Eisen, welche die von der Turmuhr am Westgiebel vorgegebene Zeit „hörbar“ macht. Im Zweiten Weltkrieg mussten die größte Glocke sowie die Schlagglocke zwecks Einschmelzung für Kriegsmunition abgeliefert werden.

## Kirchengemeinde
Die evangelisch-lutherische Kirchengemeinde in Bommelsen gehört zum Kirchenkreis Walsrode im Sprengel Lüneburg der Evangelisch-lutherischen Landeskirche Hannovers. Bis 1930 war das Dorf Kirchspielort der St.-Dionysius-Kirche in Fallingbostel. Am 1. Juli 1930 wurden die hier wohnenden Gemeindeglieder zu einer Kapellengemeinde zusammengeschlossen. Zum 1. Oktober 1950 wurde sie aus der Kirchengemeinde Fallingbostel ausgepfarrt und unter der Errichtung einer eigenen Pfarrstelle in eine selbständige Kirchengemeinde umgewandelt. Als solche besteht die Kirchengemeinde weiterhin, auch wenn die Pfarrstelle seit 2013 mit der Pfarrstelle II in Bad Fallingbostel verbunden ist.
Kirchspielorte
Zum Kirchspiel der Friedenskirche gehören die Dörfer, Ortschaften bzw. Wohnplätze:
| Bommelsen  |  | Kroge (teilw.)      |
| Dehnbostel |  | Löverschen          |
| Frielingen |  | Westerharl (teilw.) |
| Klein Harl |  | Woltem              |